# Kurt Liebrecht
Kurt „Kuddel“ Liebrecht (* 24. Dezember 1936 in Stendal; † 21. April 2022) war Fußballspieler in der DDR und spielte 16-mal in der Fußballnationalmannschaft der DDR.

## Sportliche Laufbahn

### Lok Stendal
Kurt Liebrecht gehört zu den wenigen prominenten DDR-Fußballspielern, die ihre gesamte Sportkarriere bei einer Sportgemeinschaft verbrachten. Bei Liebrecht war es die Betriebssportgemeinschaft (BSG) Lokomotive Stendal, die bei Beginn der Karriere Liebrechts SG Stendal-Nord hieß und über SG Blau-Weiß Stendal, SG Eintracht Stendal und BSG Hans Wendler Stendal schließlich zur BSG Lokomotive wurde.
Schon als Elfjähriger meldete er sich beim Lok-Vorläufer SG Stendal Nord an. Mit zwanzig Jahren bestritt er 1956 seine erste Saison in der DDR-Oberliga, in der die Stendaler als Wiederaufsteiger mit Platz 4 ihr bestes Resultat im DDR-Fußball erreichten. In der 1. Mannschaft hatte er bereits 1954/55 mit zwei Toren in zwei Spielen einen kleinen Anteil am Sprung der Elf aus der Altmark ins ostdeutsche Oberhaus. In der Übergangsrunde 1955 kam der Teenager nicht zum Einsatz, sondern in drei Partien sein Namensvetter Werner Liebrecht.
Obwohl sich Lok Stendal ab 1957 zu einer Fahrstuhlmannschaft zwischen Oberliga und zweitklassiger DDR-Liga entwickelte, hielt Liebrecht der BSG die Treue. Dies ist umso bemerkenswerter, als Stendals Mittelfeldregisseur ab 1960 Nationalspieler war, die nach der Philosophie der DDR-Sportführung in den besonders geförderten Sportklubs spielen sollten. Neben seiner Länderspielkarriere verbuchte Liebrecht als BSG-Spieler Erfolge durch den Einzug in das Pokalendspiel 1966 (0:1 gegen Chemie Leipzig) und mit der Auszeichnung als bester Oberligaspieler der Saison 1962/63 durch die Fußballzeitschrift „fuwo“. Seine letzte Oberligasaison spielte Liebrecht in der Spielzeit 1967/68. Bis zur Saison 1970/71 spielte er noch in der 1. Mannschaft Stendals. In dieser Zeit hatte er neun Oberligaserien bestritten, in denen er in 197 Begegnungen – zuerst als Stürmer später als Mittelfeldspieler – eingesetzt wurde. Er erzielte in der Oberliga 32 Tore. Nach seiner aktiven Zeit war er als Übungsleiter tätig.

### Auswahleinsätze
Nach drei Spielen in der DDR-Nachwuchsauswahl bestritt Kurt Liebrecht sein erstes A-Länderspiel am 30. Oktober 1960 in Rostock gegen Finnland. In diesem Spiel, das 5:1 für die DDR endete, wurde der 23-Jährige als rechter Mittelfeldspieler aufgeboten. Auch in den nächsten beiden Spielen der Nationalmannschaft war Liebrecht mit von der Partie, wurde danach jedoch in den folgenden zwölf Länderspielen nicht wieder berücksichtigt. Erst ab 1962 avancierte er zum Stammspieler der Nationalmannschaft und erreichte bis zum Abschied vom internationalen Fußball 1965 die Zahl von 16 Länderspieleinsätzen. Daneben stand er noch fünfmal in der B-Auswahl.

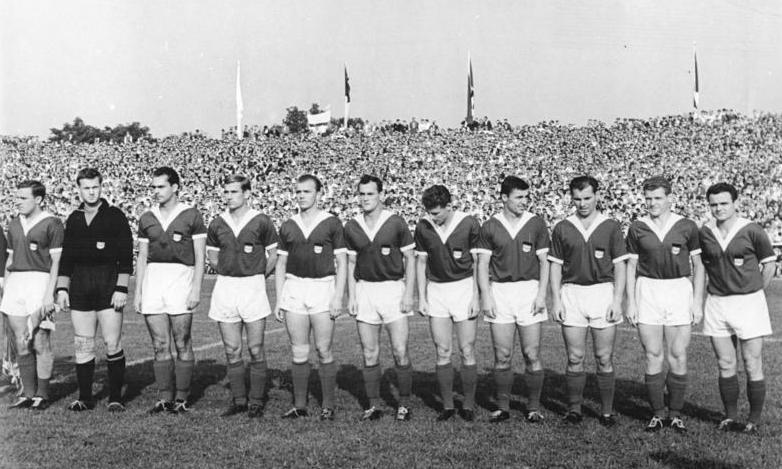
Kurt Liebrecht (2. von rechts) 1963 mit der DDR-Olympiaauswahl

In den Jahren 1963 und 1964 war Liebrecht Mitglied der ostdeutschen Olympiaelf, die sich nach dem Erfolg gegen das DFB-Amateurteam mit der UdSSR und Hollands Amateuren in der Qualifikation zu messen hatte. Er wirkte – die innerdeutsche Ausscheidung im Herbst 1963 einbezogen – in den ersten vier Qualifikationsspielen mit. Aufgrund einer Verletzung konnte er die siegreich gestalteten Spiele gegen die Sowjetunion nicht bestreiten. Dadurch, obwohl 1964/65 schon wieder in der Oberliga nahezu ohne Pause für Stendal am Ball, verpasste er die endgültige Nominierung für den Endrundenkader in Tokio. So entging ihm die Bronzemedaille, die die Mannschaft beim Turnier in Japans Hauptstadt gewann.